# پانزانبی، کامبریا
پانزانبی (به انگلیسی: Ponsonby) یک روستا و محله مدنی در بریتانیا است که در Copeland واقع شده‌است. پانزانبی ۲۰۵ نفر جمعیت دارد.